# Noul val francez (cinematografie)
Noul val franțuzesc este un curent cinematografic al cinematografiei franceze, care s-a dezvoltat în două faze. Prima, mai puțin observată, începută deja în 1918, a fost influențată în special de Marcel L’Herbier. Continuarea acesteia, numită în franceză Nouvelle Vague, a avut cea mai importantă perioadă la sfârșitul anilor 1950.

## Istoric
După Primul Război Mondial, s-a format în perioada filmului mut o mișcare avangardistă mai degrabă neomogenă, al cărei reprezentanți au fost Abel Gance, René Clair și Jean Cocteau. Dezvoltarea ei a fost întreruptă pe o perioadă mai îndelungată datorită celui de-al Doilea Război Mondial. La sfârșitul anilor 1950 s-a format în Franța o mișcare în mijlocul cineaștilor tineri și a pionierilor primului val, care s-au opus tradiționalului mod de relatare predictibil a unor subiecte comerciale. 
În anul 1954 François Truffaut, pe atunci critic de film, a publicat articolul "O anumită tendință în filmul francez" (Une certaine tendance du cinéma français). Acest text este considerat baza teoretică a Nouvelle Vague împotrivindu-se acelor scenariști care neinspirați, adaptează romane sau nuvele, fără ca el însuși să aibă legătură cu cinematografia. Cerința: „oamenii cinematografului” trebuie să facă filme și să nu se lase comandați de scriitori ce se poate filma sau nu. 

## Caracterizare
Mișcarea a fost caracterizată prin respingerea convențiilor tradiționale de realizare a filmului, în favoarea experimentării și a iconoclasmului. Regizorii Noului Val au explorat noi abordări ale editării, stilului vizual și celui narativ, precum și implicarea în problemele sociale și politice ale epocii, folosind adesea ironie sau explorând teme existențiale. Noul Val nu e o „școală artistică” cu un anumit stil, ci mai degrabă un spirit care va avea la fel de multe traduceri diferite pe cât de mulți cineaști vor profita de ea. Întreaga gramatică a cinematografiei e pusă sub semnul întrebării în multe feluri: în filmări, în actorie, în montaj, în utilizarea vocii, relația cu autobiografia, modul de a filma orașul sau sentimentele. 
Termenul a fost folosit pentru prima dată de un grup de critici de film francezi și cinefili asociați cu revista "Cahiers du cinéma" la sfârșitul anilor 1950 și 1960. Acești critici au respins "Tradition de qualité" (Tradiția calității) a cinematografiei franceze de masă, care punea accent pe meșteșuguri în fața inovației și lucrările vechi în locul experimentării. Devenit ministru francez al afacerilor culturale în 1958, André Malraux facilitează accesul la regie pentru cineaști tineri, fără a le mai cere să parcurgă cariera tradițională. 
Folosind echipamente portabile și necesitând un timp de configurare redus sau deloc, modul de realizare a filmului Noului Val a prezentat adesea un stil documentar. Filmele au expus sunete directe pe material fotografic care necesită mai puțină lumină. Tehnicile de filmare au inclus montaj fragmentat, discontinuu și secvențe lungi. Combinația de realism, subiectivitate și comentariu autorial a creat o ambiguitate narativă, în sensul că întrebările care apar într-un film nu au răspuns la final. 
Filmele Noului Val ies în evidență și prin eroii lor. Prin analizarea a 18 filme ale Noului Val s-a concluzionat că eroii sunt tineri și contemporani. Sunt oameni obișnuiți, cărora le pasă numai de treburile lor și își doresc independența. Adesea sunt leneși, nu se tem să încalce legea (de exemplu, Michel Poiccard, care ucide un polițist în filmul "À bout de souffle"), întorc spatele societății și familiei și sunt în căutarea iubirii.

## Regizori importanți din Noul val francez[1]
| - Claude Chabrol - Jean-Luc Godard - Jacques Rivette - Éric Rohmer - François Truffaut - Alain Resnais - Chris Marker - Agnès Varda | - Jean-Paul Civeyrac - Michel Deville - Jacques Doillon - Jean Eustache - Philippe Garrel - Claude Lelouch - Claude Sautet - André Téchiné - Bertrand Tavernier |

## Actori importanți din Noul val francez
- Alain Delon
- Anna Karina
- Anne Wiazemsky
- Anouk Aimée
- Brigitte Bardot
- Charles Aznavour
- Jean-Paul Belmondo
- Gerard Blain
- Jean-Claude Brialy
- Jacques Charrier
- Catherine Deneuve
- Françoise Dorléac
- Stéphane Audran
- Claude Jade
- Bernadette Lafont
- Jean-Pierre Léaud
- Jeanne Moreau
- Maurice Ronet
- Jean Seberg
- Delphine Seyrig
- Jean-Louis Trintignant
- Sami Frey

## Filme importante
- 1958 Ascensor spre eșafod (Ascenseur pour l'échafaud), regia Louis Malle
- 1958 Frumosul Serge (Le Beau Serge), regia Claude Chabrol
- 1959 Hiroshima, dragostea mea (Hiroshima mon amour), de Alain Resnais
- 1959 Cele 400 de lovituri (Les Quatre cents coups), regia François Truffaut
- 1960 Cu sufletul la gură (À bout de souffle), regia Jean-Luc Godard
- 1960 Trageți în pianist (Tirez sur le pianiste), regia François Truffaut
- 1961 Paris gehört uns (Paris nous appartient), regia Jacques Rivette
- 1961 Anul trecut la Marienbad (L’année dernière à Marienbad), regia Alain Resnais
- 1961 Cleo de la 5 la 7 (Cléo de 5 à 7), regia Agnès Varda
- 1961 Lola, regia Jacques Demy
- 1962 A-și trăi viața (Vivre sa vie), regia Jean-Luc Godard
- 1962 Adieu, Philippine, regia Jacques Rozier
- 1962 Jules și Jim (Jules et Jim), regia François Truffaut
- 1964 O bandă aparte (Bande à part), regia Jean-Luc Godard
- 1965 Pierot nebunul (Pierrot le fou), regia Jean-Luc Godard
- 1965 Viva Maria!, regia Louis Malle
- 1968 Sărutări furate (Baisers volés), regia François Truffaut
- 1969 Soția necredincioasă (La femme infidèle), regia Claude Chabrol
- 1969 Meine Nacht bei Maud (Ma nuit chez Maud), regia Éric Rohmer
- 1970 Domiciliul conjugal (Domicile conjugal), regia François Truffaut
- 1973 Die Mama und die Hure (La Maman et la putain), regia Jean Eustache